# Frederik I van Zollern
Frederik I van Zollern (overleden rond 1125) was van 1061 tot 1125 graaf van Zollern. Hij behoorde tot het huis Hohenzollern.

## Levensloop
Frederik I was de zoon van graaf Burchard I van Zollern en diens echtgenote, wier identiteit onbekend is gebleven. Hij was gehuwd met Udilhild van Urach en kreeg samen met haar negen kinderen. 
In 1061 volgde hij zijn vader op als graaf van Zollern. Frederik I werd bovendien de eerste beschermheer de Abdij van Alpirsbach.
Onder het bewind van Frederik I begon het huis Hohenzollern aan hun machtsopkomst, die ze vooral te danken hadden aan hun loyaliteit aan het Heilige Roomse Rijk. Zo was hij in dienst van keizer Hendrik V en werd hij door hem op diplomatieke missie naar Frankrijk gestuurd. Ook begeleidde Frederik I in 1110 Hendrik V bij diens militaire expeditie in Italië en opnieuw in 1111, toen Hendrik V in Rome de keizerskroon ging claimen. Ook trad hij in 1111 en 1114 op als adviseur van Hendrik V tijdens diens verblijven in Straatsburg.
Rond 1125 stierf graaf Frederik I van Zollern.

## Nakomelingen
Frederik I en Udilhild kregen negen kinderen:
- Frederik II (overleden rond 1145), graaf van Zollern
- Burchard (overleden tussen 1150 en 1155), graaf van Zollern-Hohenberg
- Egino
- Godfried (overleden tussen 1156 en 1160), graaf van Zollern-Zimmern
- Ulrich (overleden in 1135), monnik en abt in de Benedictijnenabdij van Reichenau
- Adalbert, monnik in Zwiefalten
- Kuno
- Luitgard
- Udilhild